# Aristolochia fangchi
Aristolochia fangchi es una especie de planta herbácea perteneciente a la familia Aristolochiaceae. Conocida por su toxicidad. Ingerida en preparación herbaria puede causar causa renal. En 1996, en Bélgica, más de 50 personas sufrieron insuficiencia renal por tomar la planta, en reemplazo de la Stephania tetrandra o Magnolia officinalis.

## Descripción
Son arbustos trepadores. Los tallos son cilíndricos, estriados oscuramente, vellosos. Pecíolo de 1-4 cm, densamente velloso de color marrón; limbo oblongo a ovadas-oblongas, raramente ovadas-lanceoladas, de 6-16 x 3,5-5 cm, coriáceas, la base redondeada, ápice agudo o obtuso. Racimos de edad con tallos leñosos, 2-4-flores, de 4-6 cm. Pedicelo de 5-7 cm, colgantes, densamente velloso; brácteas subulada, 8.3 × ca. 1 mm. Cáliz púrpura con manchas amarillas, garganta blanca; tubo en forma de herradura, el envés densamente velloso. Cápsula 5-10 × 3-5 cm, dehiscente basipetalmente. Semillas ovoides-deltoides. Fl. abril-mayo, fr. julio-septiembre.

## Distribución y hábitat
Se encuentra en los densos bosques, matorrales, en las laderas; a una altitud de 500-1000 metros en Guangdong, Guangxi, Guizhou.

## Taxonomía
Aristolochia fangchi fue descrita por Y.C.Wu ex L.D.Chow & S.M.Hwang  y publicado en Flora of China 5: 264. 2003.
Etimología
Aristolochia: nombre genérico que deriva de las palabras griegas aristos ( άριστος ) = "que es útil" y locheia ( λοχεία ) = "nacimiento", por su antiguo uso como ayuda en los partos.  Sin embargo, según Cicerón, la planta lleva el nombre de un tal "Aristolochos", que a partir de un sueño, había aprendido a utilizarla como un antídoto para las mordeduras de serpiente.

La aristoloquia se llamó ansí por parecer que a las mujeres socorría en el parto........La redonda tiene virtud contra todas las otras ponzoñas; mas la luenga resiste el daño de las serpientes y de cualquier veneno mortífero si se bebe una dracma della con vino y se aplica también por de fuera. Bebida con pimienta y con mirra expele el menstruo, las pares y la criatura del vientre; y lo mismo hace metida en la natura de la mujer. Pedacio Dioscórides Anazarbeo, acerca de la Materia Medicinal y de los venenos mortíferos. Andrés Laguna. 1566, Salamanca.

fangchi:, epíteto específico que se deriva del nombre vernáculo.